# 盧起勛
盧起勳（1909年—1996年），中華民國政治人物，中國國民黨高階文官，同中將敘，蔣經國親信及部下。齊魯大學畢業，曾任四川省丹陵縣、長壽縣、涪陵縣、萬縣、巴縣及江蘇省吳江縣縣長，台灣省榮譽國民之家主任。

## 生平
盧起勳，字枕華，安徽省霍邱縣人。出生於清宣統元年，祖輩世代務農，有一兄盧曙南。盧起勳五歲啟蒙於尹賀三，後進入區立敷文高小就讀，民國11年考入安徽省立第三中學，民國17年考入齊魯大學。民國21年大學畢業後隨即在同年9月考入南京中央陸軍官校高等教育班，10月加入中國國民黨。民國22年因為日本軍隊節節逼近，於3月提早結業並進入熱河省第六兵團防地與日軍對峙，後因何梅協定，中日暫時解除戰爭狀態，被調回北平。民國23年奉調軍事委員會北平分會政治訓練處，同年8月奉調中央軍校中校政治教官並派成都分校任教，並同時兼任四川省黨部工作。民國24年升任上校並兼任校部考核工作，民國26年蘆溝橋事變爆發，中日戰爭開始。次年奉命籌辦西南區大學軍訓並籌組軍校政治研究班，民國28年元旦加入三民主義青年團，同年奉調參加中央訓練團黨政班第二期。
結訓後受四川省主席王贊緒邀請擔任丹陵縣長。縣長任內撫勦川康地區土匪，同時禁菸及徵兵徵糧。民國29年調任長壽縣長，三年任期對於陪都物質供應、空襲疏散、糧秣儲運、軍需供應、平抑物價頗有建樹。民國32年擔任涪陵縣長，兩年後省府調其為萬縣縣長，盧起勳在到職後三個月內搶建梁山機場供B29飛機起降。同年八月日軍投降，次年又調巴縣縣長，除了協助中央政府遷都南京，並辦理白市驛水利工程。民國36年冬天省府准允辭職。民國37年6月應江蘇省長王懋功之邀擔任吳江縣縣長，次年國民黨戰事告急，4月21日接獲警察局長電報，共軍已經渡江，盧起勳開始遣散文職人員，並集中武力於吳江要塞地帶。5月3日杭州失守、嘉興告急，始率保警部隊撤退與省府集結於吳淞，並獲江蘇省主席丁治磐慰勉撤退有據，交接部隊後，與妻兒辭官進入上海，將積蓄與朋友合開一雜貨鋪，並改名為盧本善，欲在新中國國土上隱姓埋名作一小商人。應是在1951年某日夜裡，共黨查出盧起勳真名及一家落腳之處，倉皇之際變賣家財僅購得四張機票，遂請託友人將次女以及長子帶至河南岳翁家，先將妻子、次兒以及三兒攜至香港，其他孩子它日再以陸路赴港，不料兩岸相互封鎖，遂造成骨肉分離直至50年後兩岸開放才得以重逢團聚。
盧起勳赴港後輾轉來台，於民國44年出任台灣省台南榮譽國民之家主任，任務在於安頓大陸來台無眷屬之退除役官兵，直到民國71年退休時為文官十四職等，同中將敘。民國85年死於老人安養院。